# Dominique Zumbo
Domenico Zumbo (1854-1939) est un maître céramiste français, il partage avec Clément Massier l'invention des reflets métalliques ou irisés métalliques, créés en 1885.

## Biographie

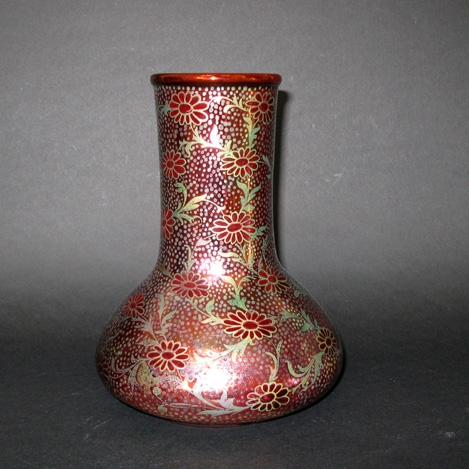
Vase à glaçure irisée par Dominique Zumbo

D'origine calabraise, Domenico Zumbo arrive en France en 1879, à l'âge de 25 ans. Élève de Clément Massier à Vallauris, il devient maître-potier . Entre 1879 et 1891, il travaille avec Clément Massier sur les reflets métalliques, avant de créer son propre atelier aux Arènes de Fréjus, en janvier 1892.
De 1892 à 1917, il va créer des poteries d'art, très originales dans leurs formes, et dans l'utilisation de ses vernis métalliques, dont les différents couleurs sont obtenues par des cuissons successives à différentes températures, de métaux dissous dans du vinaigre.
Sa production connaitra une renommée internationale, après qu'il a obtenu la médaille d'or à l'exposition universelle de Paris en 1900, s'imposant devant le Maître, Clément Massier. Ses œuvres se vendent très bien, tant en France qu'à l'étranger notamment aux États-Unis et en Allemagne.
Malgré cela, ses affaires périclitent.
Il fait faillite en 1917 et perd son atelier des Arènes. Il s'installe alors à Hyères chez sa fille et y continue seul sa production.
En 1930 il se retire avec sa seconde épouse à La Farlède (Var), où il s’éteint en 1939, à l'âge de 85 ans.
Ses œuvres sont signées pour la première période "Dominique Zumbo, Arènes de Fréjus-Var" et pour la seconde période "Dominique Zumbo-Hyères-Var".
Dominique Zumbo eut une descendance importante avec sa première épouse, décédée en 1918, mais aucun de ses enfants ne poursuivra son œuvre. Le secret de sa technique particulière des reflets métalliques, à partir de métaux fondus dans du vinaigre local, a disparu avec lui.

## Sources
- Musée d'Histoire locale de Fréjus, Salle Zumbo https://frejus.fr/decouverte/musee-histoire-locale/
- « Objet », sur proantic.com via Wikiwix (consulté le 31 décembre 2023)
- Descendance Zumbo
- Maryse Bottero, Barbotines de la Côte d'Azur : barbotine, reflets métalliques, garnissages, Paris : C. Massin, 2002  (ISBN 2-7072-0418-8)